# Ostrów-Kolonia (powiat chełmski)
Ostrów-Kolonia – kolonia w Polsce położona w województwie lubelskim, w powiecie chełmskim, w gminie Wojsławice.
W latach 1975–1998 miejscowość administracyjnie należała do województwa chełmskiego. Według Narodowego Spisu Powszechnego (III 2011 r.) liczyła 92 mieszkańców i była piętnastą co do wielkości miejscowością gminy Wojsławice.
Wierni Kościoła rzymskokatolickiego należą do parafii św. Stanisława w Bończy.

## Historia
Wieś powstała na gruntach wsi Ostrów, w roku 1961 występuje jeszcze jako osada leśna. Nazwa Ostrów-Kolonia obowiązuje od roku 1970.